# Nathan Bedford Forrest
Nathan Bedford Forrest, född 13 juli 1821 i Chapel Hill, Tennessee, död 29 oktober 1877 i Memphis, Tennessee, var en amerikansk plantageägare och generallöjtnant i sydstatsarmén under amerikanska inbördeskriget. Efter krigsslutet var Forrest delaktig i grundandet av Ku Klux Klan och blev dess förste ledare, varpå han antog titeln grand wizard (högste trollkarl). Han tog dock senare i livet avstånd från klanens ideologi. 

## Biografi
Forrest föddes i en fattig familj. Före amerikanska inbördeskriget var han affärsman och slavhandlare. Som sådan ansågs han stå under det etablerade samhällets elit; han var ingen gentleman.[källa behövs]
Efter krigsutbrottet satte Forrest, med godkännande från Tennessees guvernör, upp ett eget regemente, "Forrest's Tennessee Cavalry Battalion", för vilket han utnämndes till överste. Han utmärkte sig i strid första gången i slaget om Fort Donelson i februari 1862, sedan vid Nashvilles fall i mars samma år, och vid slaget vid Shiloh i april samma år. Forrest fick en kula genom bäckenet i Shiloh där han blev siste man att såras. Fortsättningsvis kom Forrest att leda kavalleriräder med gerillataktik, och förblev i dessa strider obesegrad till krigets sista dagar. Han befordrades redan i juli 1862 till brigadgeneral. Sin största triumf vann Forrest den 10 juni 1864 när han med 3 500 man besegrade general Samuel D. Sturgis styrka på 8 500 man i slaget om Brice's Crossroads och därmed rensade en stor del av sydvästra Tennessee och norra Mississippi på unionstrupper. Efter att mot slutet av 1864 ha lyckats evakuera resterna av den konfedererade armén vid, det för konfederationen katastrofala, slaget i Nashville befordrades Forrest så till generallöjtnant. Den 9 maj 1865 kapitulerade han tillsammans med sina trupper i Gainesville. Efter att ha friats från anklagelser om krigsförbrytelser återvände Forrest till det civila livet.
Forrest var efter kriget ledare för Ku Klux Klan.